# Сабірабадський район
Сабіраба́дський район (азерб. Sabirabad rayonu) — адміністративна одиниця на півдні Азербайджану. Адміністративний центр — місто Сабірабад.

## Географія
Район розташований на півночі Муганьської низовини, де з'єднуються річки Кура й Аракс. Район межує з Кюрдамірським районом на півночі упродовж 30 км, на північному заході — з Шемахинським районом упродовж 5 км, на заході — з містом Ширван упродовж 24 км, на південному заході — із Сальянським районом упродовж 48 км, на заході — з Білясуварським районом упродовж 18 км, на сході — з Саатлинським районом упродовж 136 км та Імішлинським районом упродовж 8 км. З півночі на південь протяжність району становить 66 км, зі сходу на захід — 24 км. Частина території району розташована на правому березі річки Кура на Ширванській низовині.

## Політична ситуація
Главой Сабірабадського району є Глава виконавчої влади. Глави виконавчої влади :
- Агаєв, Абульфаз Юсіф огли — до 30 вересня 2004
- Мамедов, Ашраф Ісрафіл огли — з 30 вересня 2004 до 9 листопада 2005
- Аббасов, Гейдар Алмас огли — з 15 грудня 2005